# Ascotis nigerrima
Ascotis nigerrima är en fjärilsart som beskrevs av Lindhuber. Ascotis nigerrima ingår i släktet Ascotis och familjen mätare. Inga underarter finns listade i Catalogue of Life.